# Pilar Millán Astray
Pilar Millán-Astray y Terreros (La Coruña, ¿1879?-Madrid, 22 de mayo de 1949) fue una escritora y dramaturga española, autora de cerca de medio centenar de obras. Durante las décadas de 1920 y 1930 fue una de las comediógrafas más populares del país, sobre todo gracias a la obra teatral La tonta del bote, estrenada en 1925. Su hermano menor fue el militar José Millán-Astray.

## Biografía
Cuando enviudó sacó adelante a sus tres hijos trabajando durante la Primera Guerra Mundial para el espionaje alemán en Barcelona, según reveló el historiador Fernando García Sanz en su libro España en la Gran Guerra, publicado en 2014. El personaje más importante al que espió fue al embajador británico en España Arthur Henry Hardinge, recibiendo la importante suma de mil pesetas por cada copia de documentos que entregaba.

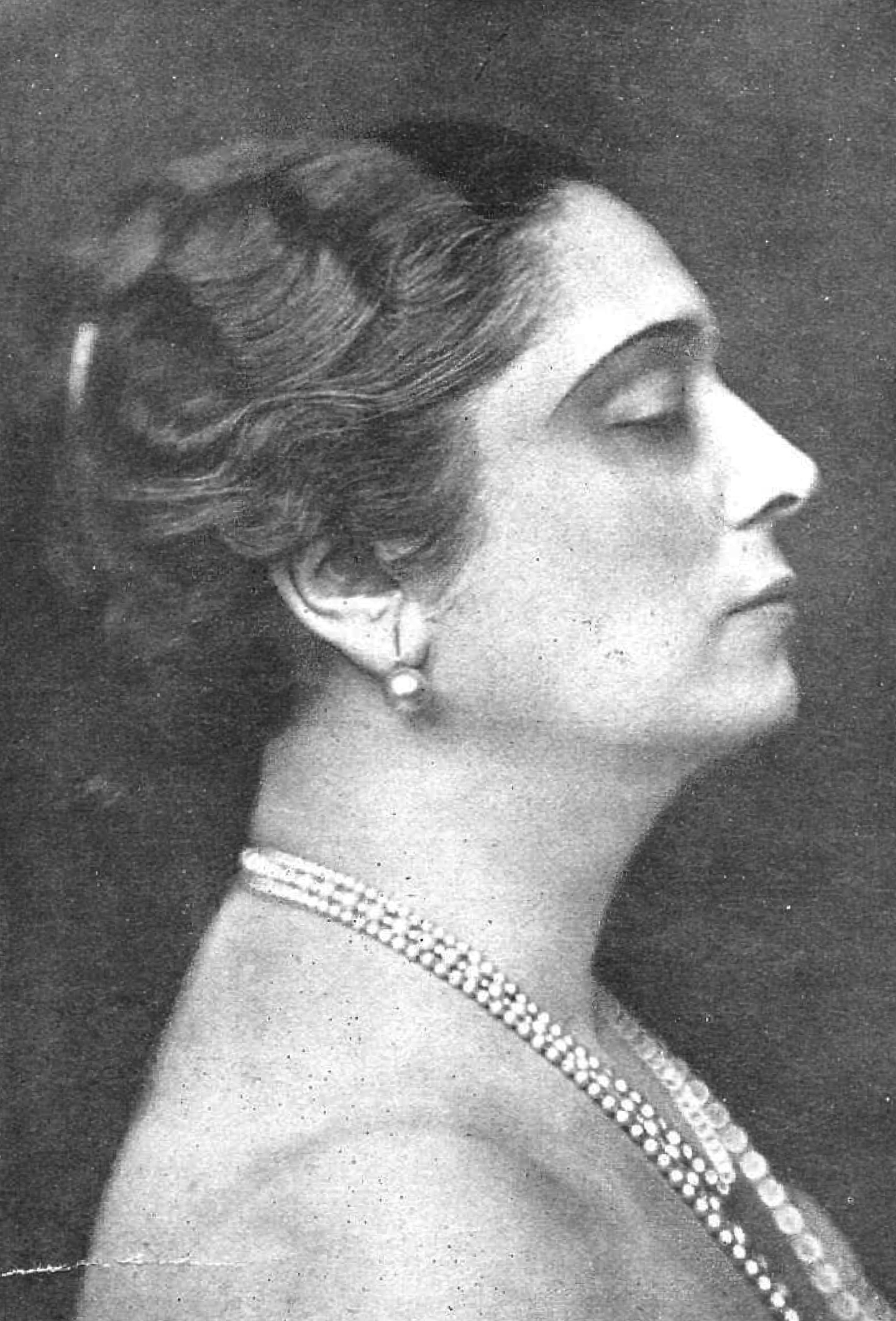
Fotografiada hacia 1926

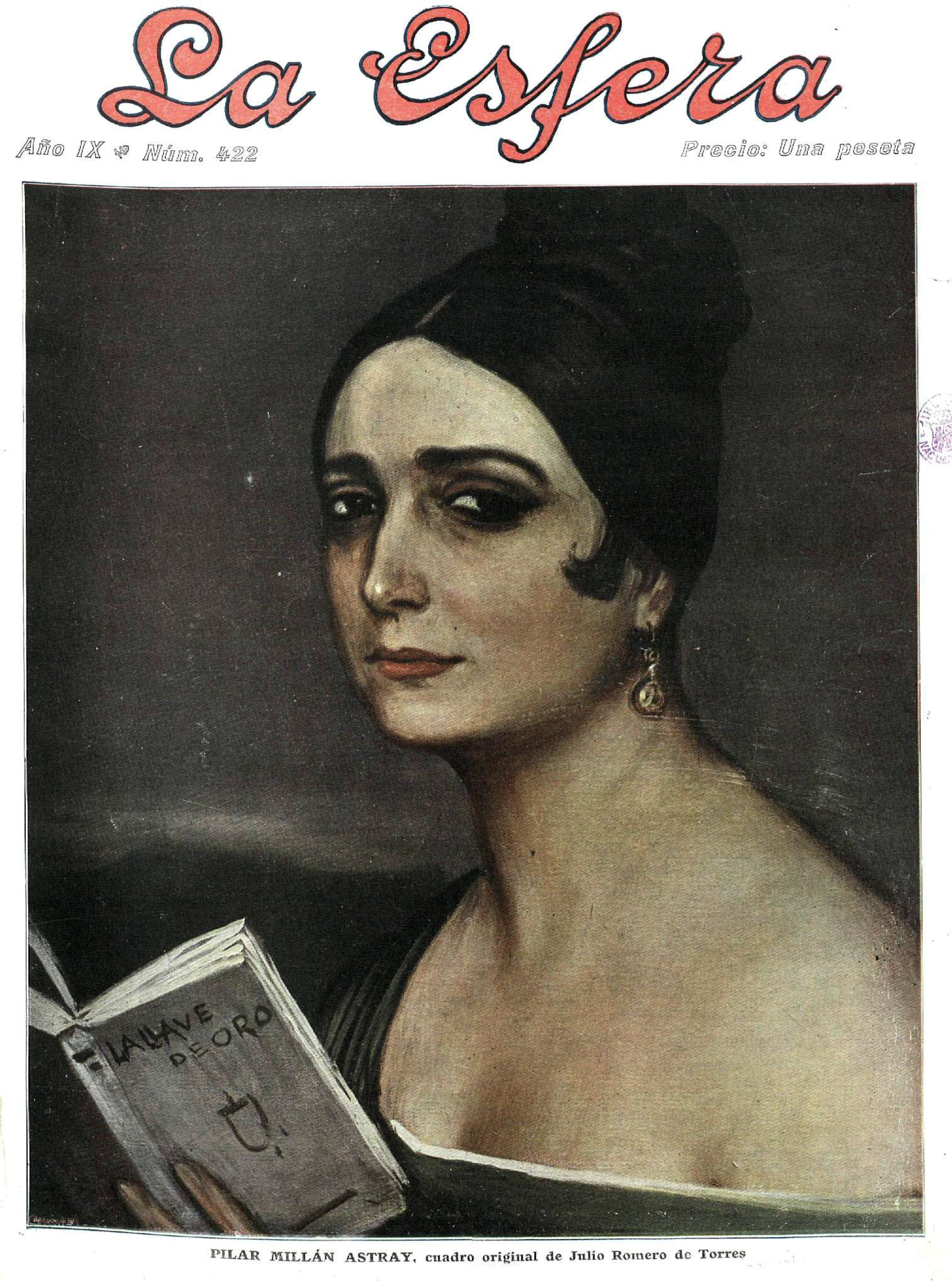
Portada de la revista La Esfera, 4 de febrero de 1922.

Tras la guerra se produjo el despegue de su carrera literaria, especialmente tras ganar el premio Blanco y Negro de 1919 con la novela La hermana Teresa. En 1921 escribió La llave de oro, publicada por la editorial de Juan Pueyo, lo que le valió una portada de la revista La Esfera de febrero de 1922 con un óleo de Julio Romero de Torres.
Al parecer fue Jacinto Benavente quien la animó a que escribiera su primera obra de teatro —«Hay en usted una gran dramaturga», le dijo— que fue El rugir del león (1923), a la que siguieron otros sainetes y obras costumbristas como La galana, Una chula de corazón y La tonta del bote. Esta última fue un gran éxito y llegó a representarse 310 días consecutivos. La cubierta del libro de su comedia La mercería de la dalia roja contiene un retrato suyo obra de Julio Romero de Torres.
Durante la Segunda República dirigió el Teatro Muñoz Seca de Madrid.
De ideas conservadoras, apoyó a los militares que se sublevaron en julio de 1936, entre ellos su hermano José Millán-Astray, siendo encarcelada en la prisión para damas de España que el gobierno republicano organizó en el municipio valenciano de Alacuás y más tarde en Cehegín. En esa prisión también fueron recluidas Rosario Queipo de Llano, Carmen Primo de Rivera o Pilar Jaraiz Franco, asimismo emparentadas con los generales sublevados más destacados. Terminada la Guerra Civil Española, recogió su experiencia en prisión en el libro Cautivas. 32 meses en las prisiones rojas (1940).

## Obras
Novela
- La hermana Teresa (1919)
- Todo amor[2]
- La llave de oro (Juan Pueyo, 1921)

Teatro
- Al rugir el león (1923)[3]
- La galana (1926)[4]
- Una chula de corazón
- Las ilusiones de la Patro (1925)[4]
- Por los flecos del mantón (1925)[4]
- La tonta del bote (1925)[5]
- Magda la Tirana (1926)[4]
- Pancho Robles (1926)[4]
- Perla en el fango (1927)[4]
- Mademoiselle Naná (1928)[4]
- La mercería de la dalia roja (1932)[4]
- Los amores de la Nati (1931)[4]
- La chica de la pensión (1935)[4]
- Las tres Marías (1936)[4]

Memorias
- Cautivas. 32 meses en las prisiones rojas (1940)